# Светско првенство у атлетици на отвореном 2015 — троскок за жене
Троскок у женској конкуренцији на Светском првенству у атлетици 2015. у Пекингу одржан је 22. и 24. августа на Националном стадиону.
Титулу светске првакиње из Москве 2013. одбранила је Катерин Ибаргвен из Колумбије.

## Кратки увод
Актуелна светстка првакиња, Катерин Ибаргвен из Колумбије, била је главна фавориткиња обзиром да је током сезоне константно имала најбоље резултате. Најбољи троскок сезоне пре Првенства имала је Јекатерина Конева (15,04 м постигнут на митингу Профинтејн класик у Јуџину), али је и с тим троскоком изгубила од Ибаргвен на том митингу, мада је Колумбијкин победнички троскок остварен уз прејак ветар, па није испуњавао критеријум за најбољи резултат сезоне. Олимпијска победница Олга Рипакова победила је Ираргвен и на Светском првенству 2011. и на Олимпијским играма 2012., али не и у посљедње 3 године.

## Коментар такмичења
У финалу је повела Габријела Петрова са 14,52. Бивша Украјинка, а сад Израелка, Ана Књазјева-Миненко, у 2. серији значајно је поправила рекорд своје нове државе скочивши 14,78. Ипак, њено водство није дуго трајало будући да је Ибаргвен у истој серији скочила 14,80. То није био њен најбољи троскок у финалу, али би опет био довољан за златну медаљу. У 4. серији Ибаргвен је поправила своју дужину на 14,90 и осигурала победу. У истој серији Рипакова се пробила на 3. место са 14,59, међутим, Петрова је у наредној одговорила са 14,66. Рипакова се у поседњој серији још једном поправила скочивши 14,77, само центиметар мање од Књазјеве-Миненко. Петрова није успела поново одговорити и тако је Рипакова освојила бронзану медаљу. Свих 5 првопласираних троскокашица остварило је најбоље личне резултате сезоне, од којих су 2 били и лични рекорди. Сребрна медаља Књазјеве-Миненко била је прва женска медаља за Израел на светским атлетским првенствима.

## Земље учеснице
Учествовало је 28 атлетичарки из 19 земаља.
1. Бразил (2)
2. Бугарска (1)
3. Израел (1)
4. Италија (1)
5. Јамајка (2)
6. Казахстан (2)
7. Камерун (1)
8. Кина (3)
9. Колумбија (2)
10. Литванија (1)
11. Немачка (1)
12. Португалија (2)
13. Румунија (2)
14. Русија (1)
15. Словачка (1)
16. САД (1)
17. Украјина (2)
18. Финска (1)
19. Француска (1)

## Освајачи медаља
|                            |                             |                         |
| Катерин Ибаргвен Колумбија | Ана Књазјева-Миненко Израел | Олга Рипакова Казахстан |

## Рекорди пре почетка Светског првенства 2015.
Списак важећих рекорда у овој дисциплини пре почетка светског првенства 22. августа 2015. године.
| Рекорди пре почетка Светског првенства 2015. | Рекорди пре почетка Светског првенства 2015. | Рекорди пре почетка Светског првенства 2015. | Рекорди пре почетка Светског првенства 2015. | Рекорди пре почетка Светског првенства 2015. | Рекорди пре почетка Светског првенства 2015. |
| -------------------------------------------- | -------------------------------------------- | -------------------------------------------- | -------------------------------------------- | -------------------------------------------- | -------------------------------------------- |
| Олимпијски рекорди                           | Франсоаз Мбанго Етоне                        | Камерун                                      | 15,39                                        | Пекинг, Кина                                 | 17. август 2008.                             |
| Светски рекорд                               | Инеса Кравец                                 | Украјина                                     | 15,50                                        | Гетеборг, Шведска                            | 10. август 1995.                             |
| Рекорд светских првенстава                   | Инеса Кравец                                 | Украјина                                     | 15,50                                        | Гетеборг, Шведска                            | 10. август 1995.                             |
| Најбољи светски резултат сезоне              | Јекатерина Конева                            | Русија                                       | 15,04                                        | Јуџин, САД                                   | 30. мај 2015.                                |
| Европски рекорд                              | Инеса Кравец                                 | Украјина                                     | 15,50                                        | Гетеборг, Шведска                            | 10. август 1995.                             |
| Северноамерички рекорд                       | Јамиле Алдама                                | Куба                                         | 15,29                                        | Рим, Италија                                 | 11. јули 2003.                               |
| Јужноамерички рекорд                         | Катерин Ибаргвен                             | Колумбија                                    | 15,31                                        | Монако, Монако                               | 18. јул 2014.                                |
| Афрички рекорд                               | Франсоаз Мбанго Етоне                        | Камерун                                      | 15,39                                        | Пекинг, Кина                                 | 17. август 2008.                             |
| Азијски рекорд                               | Олга Рипакова                                | Казахстан                                    | 15,25                                        | Сплит, Хрватска                              | 4. септембар 2010.                           |
| Океанијски рекорд                            | Никол Младенис                               | Аустралија                                   | 14,14                                        | Хобарт, Аустралија                           | 9. март 2002.                                |
| Океанијски рекорд                            | Никол Младенис                               | Аустралија                                   | 14,14                                        | Перт, Аустралија                             | 7. децембар 2003.                            |

### Најбољи резултати у 2015. години
Десет најбољих атлетичарки 2015. године је пре почетка светског првенства (22. августа 2015) заузимало следећи пласман.
| 1. | Јекатерина Конева, Русија          | 15,04 | 30. мај |
| 2. | Катерин Ибаргвен, Колумбија        | 14,88 | 29. мај |
| 3. | Габријела Петрова, Бугарска        | 14,64 | 8. јун  |
| 4. | Олга Саладуха, Украјина            | 14,62 | 17. мај |
| 5. | Ана Књазјева-Миненко, Израел       | 14,61 | 8. јун  |
| 6. | Олга Рипакова, Казахстан           | 14,48 | 12. мај |
| 7. | Кристин Гириш, Немачка             | 14,38 | 26. јул |
| 8. | Кимберли Вилијамс, Јамајка         | 14,34 | 28. јун |
| 9. | Сусана Кристина Коста, Португалија | 14,32 | 11. јул |
| 9. | Ирина Ектова, Казахстан            | 14,32 | 17. јул |

Такмичарке чија су имена подебљана учествовале су на СП 2015.

## Квалификациона норма
| Норма   |
| ------- |
| 14,20 м |

## Сатница
| Датум           | Време | Коло          |
| --------------- | ----- | ------------- |
| 22. август 2015 | 19:10 | Квалификације |
| 24. август 2015 | 19:30 | Финале        |

Сва времена су по локалном времену (UTC+8)

## Резултати

### Квалификације
У квалификацијама је учествовало 28 такмичарки подељене у две групе по 14. Квалификациона норма за финале износила је 14,25 метара (КВ), коју је испуниле 5 такмичарки, а 7 се пласирало према постигнутом резултату (кв)
,.
| Место | Група | Атлетичарка             | Земља       | ЛР     | ЛРС    | 1     | 2     | 3     | Резултат | Белешка |
| ----- | ----- | ----------------------- | ----------- | ------ | ------ | ----- | ----- | ----- | -------- | ------- |
| 1.    | Б     | Габриела Петрова        | Бугарска    | 14,64  | 14,64  | 14,09 | 14,11 | 14,44 | 14,44    | КВ      |
| 2.    | Б     | Катерин Ибаргвен        | Колумбија   | 15,31  | 14,88  | 14,42 | -     | -     | 14,42    | КВ      |
| 3.    | А     | Олга Саладуха           | Украјина    | 14,99  | 14,62  | 14,34 | -     | -     | 14,34    | КВ      |
| 4.    | Б     | Олга Рипакова           | Казахстан   | 15,25  | 14,48  | 14,33 | -     | -     | 14,33    | КВ      |
| 5.    | А     | Ана Књазјева-Миненко    | Израел      | 14,71  | 14,61  | 14,27 | -     | -     | 14,27    | КВ      |
| 6.    | А     | Кимберли Вилијамс       | Јамајка     | 14,62  | 14,34  | х     | 14,23 | 13,89 | 14,23    | кв      |
| 7.    | А     | Јекатерина Конева       | Русија      | 15,04  | 15,04  | 14,12 | 13,69 | 13,65 | 14,12    | кв      |
| 8.    | Б     | Шаника Томас            | Јамајка     | 14,23  | 14,23  | 13,90 | 14,05 | 13,89 | 14,05    | кв      |
| 9.    | Б     | Жанин Асани Ису         | Француска   | 14,24  | 14,24  | х     | 13,37 | 14,04 | 14,04    | кв      |
| 10.   | Б     | Кејла Коста             | Бразил      | 14,58  | 14,17  | 13,60 | 13,86 | 14,03 | 14,03    | кв      |
| 11.   | Б     | Кристин Гириш           | Немачка     | 14,46д | 14,46д | 13,37 | х     | 13,95 | 13,95    | кв      |
| 12.   | А     | Јосири Урутија          | Колумбија   | 14,58  | 14,22  | х     | 13,84 | 13,17 | 13,84    | кв      |
| 13.   | Б     | Кристина Макела         | Финска      | 14,20д | 14,20д | х     | х     | 13,83 | 13,83    |         |
| 14.   | А     | Симона ла Мантија       | Италија     | 14,69  | 14,22  | х     | 13,49 | 13,77 | 13,77    |         |
| 15.   | А     | Дана Велдјакова         | Словачка    | 14,51  | 14,27  | х     | 13,76 | 13,74 | 13,76    |         |
| 16.   | А     | Патрисија Мамона        | Португалија | 14,52  | 14,32д | 13,61 | 13,74 | 13,58 | 13,74    |         |
| 17.   | А     | Ирина Јектова           | Казахстан   | 14,48  | 14,32  | х     | 13,61 | х     | 13,61    |         |
| 18.   | А     | Елена Пантуроју         | Румунија    | 14,13  | 14,13  | 13,58 | х     | 13,50 | 13,58    |         |
| 19.   | А     | Довиле Дзиндзалетајте   | Литванија   | 14,23  | 14,23  | 13,58 | 12,51 | х     | 13,58    |         |
| 20.   | Б     | Јенмеј Ли               | Кина        | 14,35  | 14,21д | х     | 13,40 | 13,57 | 13,57    |         |
| 21.   | А     | Сјаохунг Ли             | Кина        | 14,20  | 14,20  | 13,52 | 13,46 | х     | 13,52    |         |
| 22.   | А     | Нубиа Соарес            | Бразил      | 14,22  | 13,02  | х     | х     | 13,52 | 13,52    |         |
| 23.   | А     | Вупин Ванг              | Кина        | 14,20  | 14,10  | 12,93 | 12,94 | 13,48 | 13,48    |         |
| 24.   | Б     | Кристина Епс            | САД         | 14,09  | 14,09  | х     | 13,36 | х     | 13,36    |         |
| 25.   | Б     | Кристина Бујин          | Румунија    | 14,42  | 14,28д | х     | 13,21 | х     | 13,21    |         |
| 26.   | Б     | Joelle Mbumi Nkouindjin | Камерун     | 14,16  | 14,16  | х     | х     | 13,06 | 13,06    |         |
| 27.   | Б     | Тетјана Пташкина        | Украјина    | 14,08  | 14,08  | х     | х     | 13,05 | 13,05    |         |
|       | Б     | Сузана Коста            | Португалија | 14,32  | 14,32  | х     | х     | х     | БП       |         |

### Финале
Такмичење је одржано 24. августа 2015. године у 19:30 по локалном времену.,,
| Пласман | Атлетичарка          | Земља     | 1     | 2     | 3     | 4     | 5     | 6     | Резултат | Белешке |
| ------- | -------------------- | --------- | ----- | ----- | ----- | ----- | ----- | ----- | -------- | ------- |
|         | Катерин Ибаргвен     | Колумбија | 14,47 | 14,80 | 14,54 | 14,90 | 13,93 | 14,70 | 14,90    | ЛРС     |
|         | Ана Књазјева-Миненко | Израел    | х     | 14,78 | 14,53 | х     | х     | х     | 14,78    | НР      |
|         | Олга Рипакова        | Казахстан | 14,23 | х     | х     | 14,59 | х     | 14,77 | 14,77    | ЛРС     |
| 4.      | Габриела Петрова     | Бугарска  | 14,52 | 14,33 | 14,47 | 14,23 | 14,66 | 14,44 | 14,66    | ЛР      |
| 5.      | Кимберли Вилијамс    | Јамајка   | 13,97 | 14,26 | 14,16 | 14,06 | 14,45 | х     | 14,45    | ЛРС     |
| 6.      | Олга Саладуха        | Украјина  | 14,22 | 14,05 | 14,04 | 14,41 | х     | 14,39 | 14,41    |         |
| 7.      | Јекатерина Конева    | Русија    | 14,03 | 14,37 | 14,05 | 14,36 | 14,25 | 14,35 | 14,37    |         |
| 8.      | Кристин Гириш        | Немачка   | х     | 13,63 | 14,25 | 14,18 | 14,25 | 12,87 | 14,25    |         |
|         |                      |           |       |       |       |       |       |       |          |         |
| 9.      | Жанин Асани Ису      | Француска | 13,83 | х     | 14,12 |       |       |       | 14,12    |         |
| 10.     | Јосири Урутија       | Колумбија | 14,09 | 13,93 | х     |       |       |       | 14,09    |         |
| 11.     | Шаника Томас         | Јамајка   | 13,88 | 14,01 | 14,08 |       |       |       | 14,08    |         |
| 12.     | Кејла Коста          | Бразил    | 13,72 | х     | 13,90 |       |       |       | 13,90    |         |